# Ocean City Nor'easters
Ocean City Nor'easters é uma agremiação esportiva da cidade de Ocean City, Nova Jérsei. Atualmente disputa a Premier Development League.

## História
Fundado como South Jersey Barons, disputou a USL D3 Pro League entre 1996 e 2002. Em 2003 se transfere para a Premier Development League. Em 2009 muda de nome para o atual.
Entre 2008 e 2010, fez uma parcera com o Reading F.C.. Em 2018 anuncia uma nova parceria, dessa vez com o Pittsburgh Riverhounds.